# Pseudanthias taira
Pseudanthias taira is een straalvinnige vissensoort uit de familie van zaag- of zeebaarzen (Serranidae). De wetenschappelijke naam van de soort werd in 1931 gepubliceerd door Peter Yulievich Schmidt.